# Vicopisano
Vicopisano – miejscowość i gmina we Włoszech, w regionie Toskania, w prowincji Piza.
Według danych na rok 2004 gminę zamieszkiwało 7907 osób, 304,1 os./km².